# Nuoto ai Giochi della XXXIII Olimpiade - 400 metri misti femminili
La gara di nuoto dei 400 metri misti femminili dei Giochi della XXXIII Olimpiade di Parigi è stata disputata il 29 luglio 2024 presso l'Olympic Aquatics Centre alla Paris La Défense Arena.

## Record
Prima della competizione il record del mondo e il record olimpico erano i seguenti:
| Record mondiale | 4'24"38 | Summer McIntosh Canada  | 16 maggio 2024 Toronto, Canada        |
| Record olimpico | 4'26"36 | Katinka Hosszú Ungheria | 6 agosto 2016 Rio de Janeiro, Brasile |

## Programma
| Data           | Ora (UTC+1) | Turno    |
| -------------- | ----------- | -------- |
| 29 luglio 2024 | 10:00       | Batterie |
| 29 luglio 2024 | 19:37       | Finale   |

## Risultati

### Batterie
| Pos. | Batteria | Corsia | Atleta             | Nazionalità   | Tempo   | Note |
| ---- | -------- | ------ | ------------------ | ------------- | ------- | ---- |
| 1    | 1        | 6      | Emma Weyant        | Stati Uniti   | 4'36"27 | Q    |
| 2    | 1        | 4      | Katie Grimes       | Stati Uniti   | 4'37"24 | Q    |
| 3    | 2        | 4      | Summer McIntosh    | Canada        | 4'37"35 | Q    |
| 4    | 1        | 5      | Freya Colbert      | Gran Bretagna | 4'37"62 | Q    |
| 5    | 2        | 6      | Mio Narita         | Giappone      | 4'37"84 | Q    |
| 6    | 2        | 7      | Ella Ramsay        | Australia     | 4'39"04 | Q    |
| 7    | 2        | 1      | Ellen Walshe       | Irlanda       | 4'39"97 | Q    |
| 8    | 1        | 7      | Katie Shanahan     | Gran Bretagna | 4'40"40 | Q    |
| 9    | 2        | 5      | Jenna Forrester    | Australia     | 4'40"55 |      |
| 10   | 2        | 3      | Anastasia Gorbenko | Israele       | 4'41"64 |      |
| 11   | 1        | 1      | Ella Jansen        | Canada        | 4'42"06 |      |
| 12   | 2        | 8      | Emma Carrasco      | Spagna        | 4'43"13 |      |
| 13   | 2        | 2      | Ageha Tanigawa     | Giappone      | 4'43"18 |      |
| 14   | 1        | 3      | Vivien Jackl       | Ungheria      | 4'44"47 |      |
| 15   | 1        | 2      | Sara Franceschi    | Italia        | 4'48"89 |      |
| 16   | 1        | 8      | Anja Crevar        | Serbia        | 4'49"16 |      |

### Finale
| Pos.    | Corsia | Atleta          | Nazionalità   | Tempo   | Note |
| ------- | ------ | --------------- | ------------- | ------- | ---- |
| Oro     | 3      | Summer McIntosh | Canada        | 4'27"71 |      |
| Argento | 5      | Katie Grimes    | Stati Uniti   | 4'33"40 |      |
| Bronzo  | 4      | Emma Weyant     | Stati Uniti   | 4'34"93 |      |
| 4       | 6      | Freya Colbert   | Gran Bretagna | 4'35"67 |      |
| 5       | 7      | Ella Ramsay     | Australia     | 4'38"01 |      |
| 6       | 2      | Mio Narita      | Giappone      | 4'38"83 |      |
| 7       | 8      | Katie Shanahan  | Gran Bretagna | 4'40"17 |      |
| 8       | 1      | Ellen Walshe    | Irlanda       | 4'40"70 |      |